# Corina Monica Bud
Corina Monica Bud (Satu Mare, Rumanía; 26 de enero de 1980), más conocida como Corina, es una cantante de música pop, dance y R&B rumana.
Debutó en 2004 con el álbum Noi Doi, producido por Marius Moga. El sencillo principal del álbum titulado «Noi Doi» alcanzó la cuarta posición en el Top 100 de Rumanía. El segundo álbum, llamado Imi Place tot, se puso en marcha el 1 de enero de 2005. El tercer álbum, Face Off, representa un cambio significativo en la artista con estilo de canto dancehall, reggae y R&B. El cuarto álbum, Dame tu amor, se puso en marcha en julio de 2008 y recibió buena crítica de la revista Bravo.

## Singles
| 2004 | "Noi Doi"                    | #4  |
| 2005 | "Imi place la tine tot"      | #10 |
| 2005 | "Fara tine"                  | #5  |
| 2008 | "Let Go" (feat. Lumidee)     | -   |
| 2010 | "Latino Kaffee" (feat. Dony) | -   |
| 2011 | "No Sleepin'" (feat. J.J.)   | #8  |
| 2011 | "Munky Funky"                | -   |